# Beck – Djävulens advokat
Beck – Djävulens advokat är en svensk TV-film regisserad av Jörgen Bergmark, som hade premiär på C More den 7 april 2018. Filmen är den fjärde och sista i en ny serie bestående av fyra filmer baserade på Sjöwall Wahlöös fiktiva polis Martin Beck och skriven av Johan Bogaeus.

## Handling
En restaurangägare skjuts till döds av en man som snabbt försvinner därifrån. Mordet ser ut att vara en gänguppgörelse och de vittnen som befann sig på plats säger att de inte minns vad som hänt. Becks team ställs inför en utredning som blir svår att knäcka.

## Rollista
- Peter Haber – Martin Beck
- Kristofer Hivju – Steinar Hovland
- Jennie Silfverhjelm – Alexandra "Alex" Beijer
- Ingvar Hirdwall – Grannen
- Måns Nathanaelson – Oskar Bergman
- Anna Asp – Jenny Bodén
- Elmira Arikan – Ayda Çetin
- Jonas Karlsson – Klas Fredén
- Nina Sand – Lina Karlgren
- Roland Møller – William Jensen
- Željko Santrač – Pavle Agutoli
- Joel Spira – Paul Beijer, Alex bror
- Kristofer Kamiyasu – Simon Järvi
- Oskar Thunberg  – Ulf Persson
- Davood Tafvizian – Servitören
- Kajsa Ekström – Rättegångsvittne
- Emma Broomé – Mia Andersson
- Aleksa Lundberg – Sylvia Lindfors
- Pia Tjelta – Heidi Hovland, Steinars hustru